# Berge (kommun)
Berge är en kommun i Spanien.   Den ligger i provinsen Provincia de Teruel och regionen Aragonien, i den östra delen av landet, 280 km öster om huvudstaden Madrid. Antalet invånare är 254. Arean är 43 kvadratkilometer.
Terrängen i Berge är varierad.